# S·h
La seqüència ⟨s·h⟩ és un dígraf de l'occità gascó que representa el so de la essa i la hac quan aquestes són pronunciades en dues síl·labes diferents, i així evitar la formació del dígraf ⟨sh⟩, que es pronuncia [∫], el so fricatiu de la xeix en català i del grafema ⟨ch⟩ francès.
Un exemple és des·har (estàndard desfar, català desfer), que el distingeix de deishar (deixar).